# Midden-Duits voetbalkampioenschap 1904/05
In 1904/05 werd het vierde voetbalkampioenschap gespeeld dat georganiseerd werd door de Midden-Duitse voetbalbond. Dresdner SC werd kampioen en plaatste zich zo voor de eindronde om de Duitse landstitel. VfB Leipzig was ook voor de nationale eindronde geplaatst omdat ze, na de afgelaste finale van vorig jaar, nog steeds verdedigend landskampioen waren. Leipzig werd in de kwartfinale uitgeloot tegen FuCC Eintracht Braunschweig en trok zich terug vanwege de hoge reiskosten. Dresdner SC versloeg eerst Victoria Hamburg en verloor in de halve finale van BTuFC Union 92 Berlin.
Op 4 februari 1905 nam de bond de Magdeburgse, Dresdense, Leipzigse en Chemnitzse voetbalbond op en richtte vanaf het volgende seizoen deze competities in. De competities werden dit seizoen wel nog voltooid onder hun oude noemer. Op 19 februari werd ook de Thüringse bond, die pas op 21 augustus 1904 opgericht werd, opgenomen. 

## Deelnemers aan de eindronde
| Club               | Gekwalificeerd als            |
| ------------------ | ----------------------------- |
| Hallescher FC 1896 | Kampioen van Noordwest-Saksen |
| Dresdner SC        | Kampioen van Oost-Saksen      |

## Finale
|               |             |       |                    |                    |
| 21 april 1905 | Dresdner SC | 3 - 2 | Hallescher FC 1896 | VfB-Platz, Leipzig |
| 21 april 1905 |             |       |                    | VfB-Platz, Leipzig |